# Parc naturel régional des Volcans d'Auvergne
Le parc naturel régional des Volcans d'Auvergne est un parc naturel régional français créé le 25 octobre 1977. Il est situé au cœur du Massif central, dans la région administrative Auvergne-Rhône-Alpes. D'une superficie de 389 733 ha, c'est le plus grand parc naturel régional de France métropolitaine. Formant un ensemble paysager, géologique et patrimonial, le parc naturel régional comprend plusieurs volcans d'Auvergne dont la chaîne des Puys, inscrite au patrimoine mondial de l'UNESCO en 2018 dans l'ensemble Chaîne des Puys - faille de Limagne, les monts Dore, l'Artense, le Cézallier et les monts du Cantal.

## Géographie

Logo du Parc.

Situé au cœur de l'Auvergne, le parc qui s'étire du Nord au Sud sur 120 km sur les deux départements du Cantal et du Puy-de-Dôme est composé de 147 communes qui rassemblaient environ 90 000 habitants en 2005. Son altitude oscille entre 400 et 1 885 mètres.

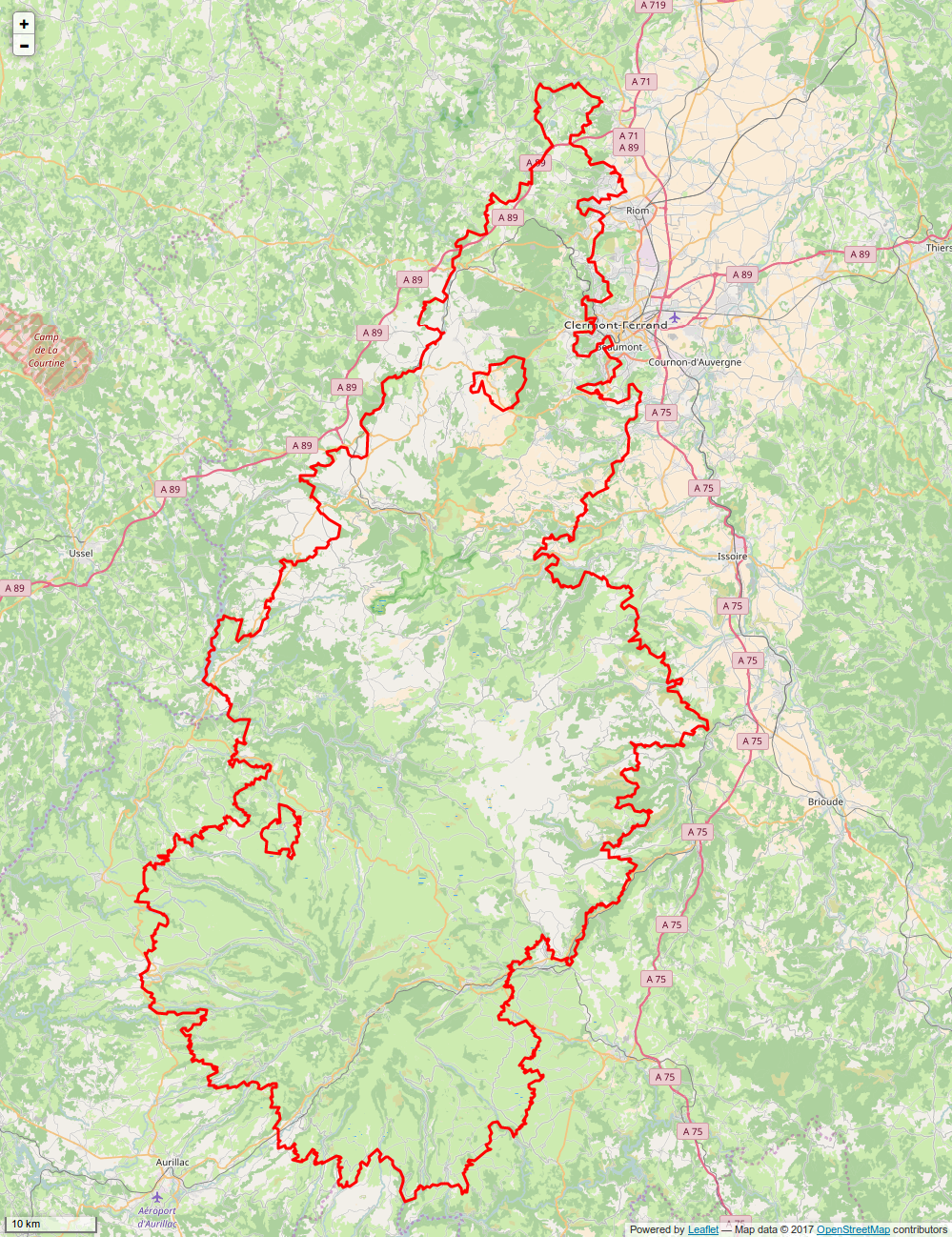
Périmètre du PNR.

Le parc régional couvre cinq régions naturelles.
Parmi les régions naturelles, quatre sont des massifs volcaniques :
- Les monts du Cantal (Plomb du Cantal 1 855 m)
- Le Cézallier (signal du Luguet 1 547 m)
- Les monts Dôme (puy de Dôme 1 465 m)
- Les monts Dore (puy de Sancy 1 885 m)

et 1 plateau granitique :
- L'Artense (800 m environ).

Le massif du Cantal est un seul édifice volcanique très ancien (entre trois millions d'années et deux cent cinquante mille ans) de 150 km de tour, érodé par douze ou treize vallées glaciaires qui convergent vers ses trois principaux sommets : le puy Griou, le puy Mary et le Plomb du Cantal. C'est un pays de sources thermales et de lacs. L'Homme a travaillé inlassablement pour modeler son cadre de vie, faire pâturer des pentes infertiles et bâtir avec de la lave des villages, des châteaux, des burons et des églises romanes.
Très différent d'aspect, le panorama de la chaîne des Puys étale un moutonnement de cônes et de dômes souvent boisés. Au total environ 80 volcans d'origine plus récente (entre douze mille et sept mille ans).

## Liste des volcans par massif

### Monts du Cantal
- Le stratovolcan du Cantal, le plus grand volcan d'Europe
- Puy Griou

### Chaîne des Puys (ordre alphabétique)
- Chalard
- Cliersou
- Croix Mory
- Gour de Tazenat (maar)
- Grand Sarcoui
- Grand Sault
- Grand Suchet
- Montagne de Laschamps
- Narse d'Espinasse (maar)
- Petit puy de Dôme
- Petit Sarcoui
- Petit Sault
- Petit Suchet
- Puy Balmet
- Puy Chopine
- Puy de Beaune
- Puy de Besace
- Puy de Boursoux
- Puy de Champ Valleix
- Puy de Charmont
- Puy de Chaumont
- Puy de Clermont
- Puy de Cocuset
- Puy de Couleyras
- Puy de Côme
- Puy de Dôme
- Puy de Fraisse
- Puy de Gorce
- Puy de Grave Noire
- Puy de Jume
- Puy de la Bannière
- Puy de la Combegrasse
- Puy de la Coquille
- Puy de la Gouly
- Puy de la Mey
- Puy de la Moréno
- Puy de la Nugère
- Puy de la Rodde
- Puy de la Toupe
- Puy de la Vache
- Puy de Lassolas
- Puy de Lemptégy
- Puy de l'Enfer
- Puy de l'Espinasse
- Puy de Louchadière
- Puy de Mercœur
- Puy de Monceau
- Puy de Monchier
- Puy de Montchal
- Puy de Montchar
- Puy de Monteillet
- Puy de Monténard
- Puy de Montgy
- Puy de Montiroir
- Puy de Montjuger
- Puy de Paugnat
- Puy de Porcherolles
- Puy de Pourcharet
- Puy de Pradet
- Puy de Salomon
- Puy de Ténuzet
- Puy de Tressous
- Puy de Verrières
- Puy de Vichatel
- Puy des Goules
- Puy des Gouttes
- Puy des Grosmanaux
- Puy des Marais
- Puy du Thiolet
- Puy Fillu
- Puy la Baneyre
- Puy Nain
- Puy Pariou
- Puy Pelat
- Puy Plantas
- Puys de Barme
- Suc de Beaunit
- Suc de la Louve

### Monts Dore
- Groupe de la Banne d'Ordanche
- Lac Chauvet (maar)
- Lac de Servières (maar)
- Lac Pavin (maar)
- Groupe du puy de l'Aiguiller
- Massif Adventif
- Puy de Montchal
- Puy de Montcineyre
- Massif du Sancy vestige d'un stratovolcan.
- Roche Sanadoire
- Roche Tuillière
- Tartaret

### Massif du Cézallier
- Le stratovolcan du Cézallier
- Mont Chamaroux

## Historique

### 1963 à 1977, de l'idée à la décision de créer le parc
C'est en 1964-1965 — soit avant la mise en place de la première législation instituant le dispositif parc naturel régional (mars 1967) — que les comités des départements du Cantal et du Puy-de-Dôme évoquent pour la première fois, auprès de la Préfecture de Région, l'idée de créer « un Parc d'Auvergne et des Volcans ». À partir de 1967 et jusqu'en 1974, des études sont lancées, des versions du projet de charte se succèdent. Pour faire aboutir l'élaboration de ce projet de territoire, les communes, les deux départements et les agglomérations clermontoises et aurillacoises décident, avec l'appui des chambres consulaires et du Centre Régional de la Propriété Forestière, de se regrouper en 1974 pour constituer un syndicat mixte. En janvier-février 1977, la Région Auvergne — disposant alors de la compétence juridique pour porter cette initiative locale — approuve un projet de charte abouti et le propose à l'agrément du Ministre de l'environnement.
Le 24 octobre 1977, le parc naturel régional des Volcans d'Auvergne est créé par arrêté ministériel.

### 1977 à 2012, un périmètre et des priorités ayant évolué dans le temps
Dès la première charte du parc (mise en œuvre de 1977 à 1993), l'objectif majeur du territoire — constitué de 104 communes — est de lutter contre sa baisse démographique par le biais d'une politique de valorisation des ressources locales. La préservation et la mise en avant des secteurs de la crête centrale de la chaîne des Puys et ceux formés par les sommets du Cantal sont alors prioritaires, mais de nombreuses autres actions sont également menées :
- l'aménagement de neuf zones nordiques et d’une base nautique
- la structuration intercommunale des collectivités locales (création des SIVOM)
- le soutien au pastoralisme
- la sauvegarde des races domestiques locales
- le déploiement d'un programme pédagogique animé au sein d'un Centre permanent d'information et de découverte du patrimoine (Montlosier) et via des sorties éducatives accompagnées sur le volcanisme gérés par le Syndicat mixte du Parc.

À partir de 1988, le Parc est étendu à 153 communes pour occuper une plus vaste zone d'intérêt patrimonial et paysager majeur de l'Auvergne. La délimitation de ce territoire désormais homogène repose alors pleinement sur les critères du volcanisme et de l'altitude. L'Artense est une zone granitique qui déroge à cette règle, mais son intégration dans le périmètre du Parc se justifie par la nature remarquable de ses patrimoines (paysage, lacs, tourbières…) et par la fragilité de son tissu rural.
La population s'étant ensuite relativement stabilisée, la seconde charte (ayant permis le reclassement du Parc en 1993) et la suivante (2000 à 2012) développent des orientations supplémentaires :
- une politique forte de protection du patrimoine naturel (création et gestion de réservoirs naturels, classement de sites pour leur intérêt paysager, restauration du petit patrimoine bâti, soutien à des opérations de réaménagement de bourgs)
- la conciliation des usages (surveillance et sensibilisation des visiteurs réalisées par des gardes-nature, mise en place de baux ruraux, conseils de manifestations sportives…)
- le développement des mesures agri-environnementales
- la formation des élus
- l'aménagement d'une offre de randonnée équestre
- la préparation de projets et de supports éducatifs sur des thématiques plus variées
- mais surtout l'investissement des volets économiques et sociaux du développement durable (signalétique des activités, animation du programme Leader plus, attribution de la marque Parc…).

### 2013 à 2025, un projet de territoire et l'action du Syndicat mixte du Parc centrés sur les acteurs locaux
Le 19 juin 2013, le classement du Parc été renouvelé pour 12 ans par décret du premier ministre,.
Territoire remarquable à bien des égards, le parc naturel régional des Volcans d'Auvergne est également reconnu comme un espace rural habité. Ses habitants, ses professionnels, ses élus sont les premiers acteurs de son développement, de sa préservation et valorisation. De cette présence dépend l'avenir du Parc. C'est à ce titre que les 3 orientations de la charte 2013>2025 s'appuient sur les différents acteurs du territoire placés au cœur du projet :
- les citoyens, dans le cadre de l'orientation 1 (« vivre ensemble, ici » : dynamiser le territoire en développant une culture du partage et de l'accueil autour des richesses patrimoniales qui constituent un bien commun à transmettre, pour aboutir à une solidarité et une attractivité territoriales)
- les acteurs publics concernés par l'orientation 2 (« penser global » : anticiper, organiser, gérer les atouts environnementaux et patrimoniaux du territoire - grands espaces volcaniques, paysage, biodiversité et milieux naturels, ressource en eau, énergie- dans le cadre d'aménagements maîtrisés et de politiques prospectives adaptées)
- les acteurs économiques au travers de l'orientation 3 (« agir local » : stimuler les démarches innovantes, solidaires et soucieuses d'une utilisation pertinente des ressources naturelles et les savoir-faire locaux -agriculture, accueil touristique, sylviculture et filières de valorisation du bois, exploitation des matériaux du sous-sol- ).

Vivre ensemble, consommer, se déplacer et habiter autrement, c'est toute l'ambition du projet à venir du parc naturel régional des Volcans d'Auvergne qui vise à créer un lien harmonieux des habitants avec le territoire, et aboutir, à l'horizon 2025, à une qualité de vie renforcée et partagée. Cette quête s'appuie sur :
- la recherche d'un équilibre fort, cohérent et promu entre préservation et valorisation des atouts patrimoniaux locaux
- un développement durable qui mobilise l'ensemble des acteurs vivant et travaillent sur le territoire
- la stimulation de valeurs essentielles au projet : respect, solidarité et innovation dans la valorisation des ressources

Présidé depuis octobre 2020 par Lionel Chauvin, le syndicat mixte du parc naturel régional des Volcans d'Auvergne coordonne et anime ce projet de territoire. Y adhèrent les collectivités du territoire qui ont approuvé la charte entre juin et octobre 2012 : communes et leurs groupements, départements du Cantal et du Puy-de-Dôme, ainsi que la région Auvergne.
Son objet est d'aider les 147 communes et leurs groupements (16 EPCI) à mettre en œuvre la charte, en entraînant les habitants, les associations et les professionnels dans cette même dynamique. Concrètement, en mobilisant un budget d'environ 3 millions d'euros, le Syndicat mixte du Parc :
- met en synergie et accompagne des démarches entreprises par les collectivités locales et autres partenaires ;
- mène des actions de sensibilisation, de fédération et de conseil d'acteurs socio-économiques autour d'enjeux communs ;
- propose, anime et promeut des opérations pilotes ;
- contribue à la gestion de sites emblématiques et à la conciliation des usages ;
- soutient des porteurs de projets dans leurs réflexions ;
- attribue la Marque du Parc à des produits, des savoir-faire et des prestations d'accueil qui valorisent de façon durable et exemplaire des patrimoines du Parc.

Son siège se trouve au château de Montlosier sur la commune d'Aydat dans le Puy-de-Dôme. De façon à agir plus facilement sur l'ensemble du territoire, il dispose d'une autre Maison du Parc, à Murat dans le Cantal.

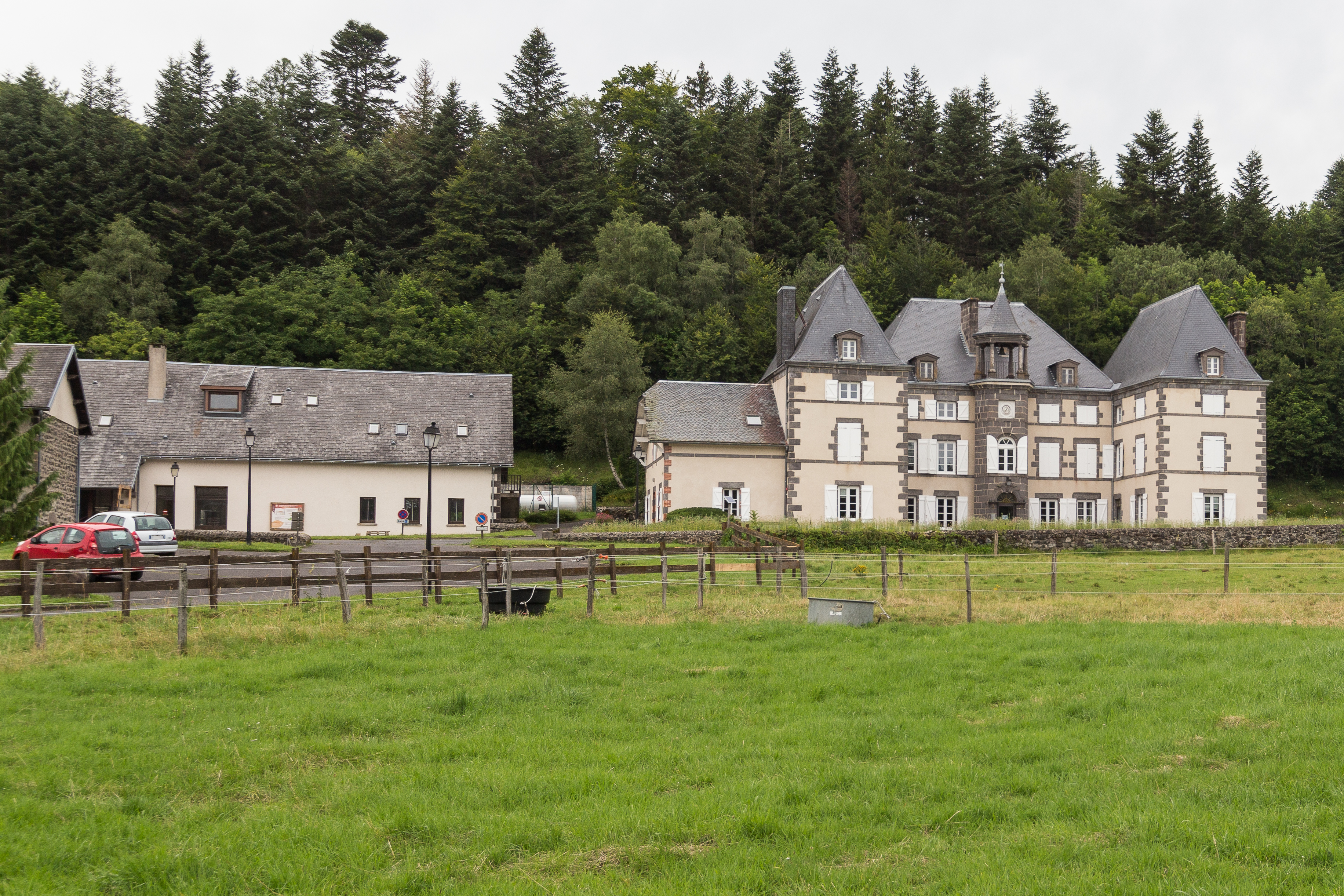
Le château de Montlosier à Aydat, siège du PNR.
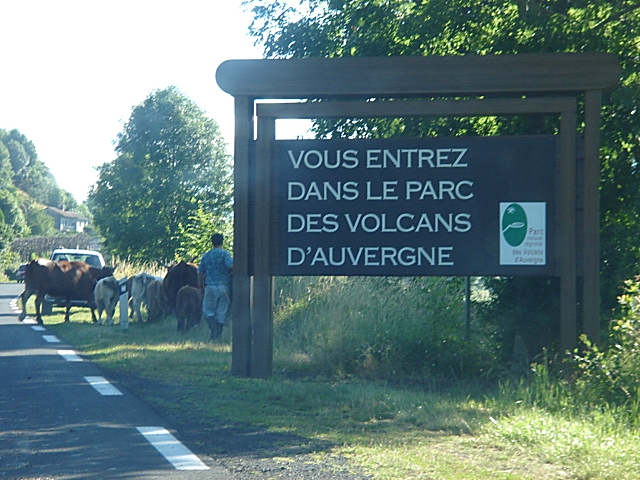
Entrée du parc sur la RN 122 à Vic-sur-Cère dans le Cantal.
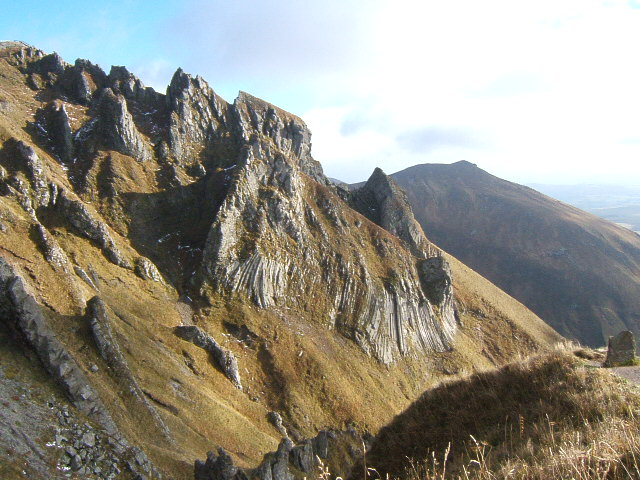
Le puy de Sancy.

## Communes adhérentes
Les 147 communes adhérentes au Parc :
Département du Cantal
- Albepierre-Bredons
- Allanche
- Anglards-de-Salers
- Antignac
- Apchon
- Beaulieu
- Brezons
- Cézens
- Champs-sur-Tarentaine-Marchal
- Chanterelle
- La Chapelle-d'Alagnon
- Charmensac
- Cheylade
- Le Claux
- Collandres
- Condat
- Cussac
- Dienne
- Le Falgoux
- Le Fau
- Fontanges
- Girgols
- Gourdièges
- Joursac
- Jou-sous-Monjou
- Lacapelle-Barrès
- Landeyrat
- Lanobre
- Laroquevieille
- Lascelle
- Laurie
- Laveissenet
- Laveissière
- Lavigerie
- Leyvaux
- Lugarde
- Malbo
- Mandailles-Saint-Julien
- Marcenat
- Marchastel
- Menet
- Molèdes
- Montboudif
- Montgreleix
- Moussages
- Murat
- Neussargues en Pinatelle
- Narnhac
- Pailherols
- Paulhac
- Peyrusse
- Pierrefort
- Pradiers
- Riom-ès-Montagnes
- Saint-Amandin
- Saint-Bonnet-de-Condat
- Saint-Bonnet-de-Salers
- Saint-Chamant
- Saint-Cirgues-de-Jordanne
- Saint-Clément
- Saint-Étienne-de-Chomeil
- Saint-Hippolyte
- Saint-Jacques-des-Blats
- Saint-Martin-sous-Vigouroux
- Saint-Martin-Valmeroux
- Saint-Paul-de-Salers
- Saint-Projet-de-Salers
- Saint-Saturnin
- Saint-Vincent-de-Salers
- Salers
- Ségur-les-Villas
- Thiézac
- Tournemire
- Trémouille
- Trizac
- Valuéjols
- Le Vaulmier
- Vernols
- Vèze
- Vic-sur-Cère
- Virargues

Département du Puy-de-Dôme
- Anzat-le-Luguet
- Apchat
- Ardes
- Aurières
- Aydat
- Bagnols
- Besse-et-Saint-Anastaise
- La Bourboule
- Ceyrat
- Ceyssat
- Chambon-sur-Lac
- Chanat-la-Mouteyre
- Chanonat
- La Chapelle-Marcousse
- Charbonnières-les-Varennes
- Charbonnières-les-Vieilles
- Chassagne
- Chastreix
- Châtel-Guyon
- Compains
- Courgoul
- Cournols
- Cros
- Dauzat-sur-Vodable
- Égliseneuve-d'Entraigues
- Espinchal
- La Godivelle
- Laqueuille
- La Tour-d'Auvergne
- Loubeyrat
- Mazaye
- Mazoires
- Mont-Dore
- Murat-le-Quaire
- Murol
- Nohanent
- Olby
- Olloix
- Orcines
- Orcival
- Perpezat
- Picherande
- Pontgibaud
- Pulvérières
- Rentières
- Roche-Charles-la-Mayrand
- Rochefort-Montagne
- Saint-Alyre-ès-Montagne
- Saint-Bonnet-près-Orcival
- Saint-Donat
- Saint-Genès-Champanelle
- Saint-Genès-Champespe
- Saint-Nectaire
- Saint-Ours
- Saint-Pierre-Colamine
- Saint-Pierre-le-Chastel
- Saint-Pierre-Roche
- Saint-Saturnin
- Saint-Sauves-d'Auvergne
- Saint-Victor-la-Rivière
- Saulzet-le-Froid
- Sayat
- Valbeleix
- Le Vernet-Sainte-Marguerite
- Vernines
- Volvic

## Communautés de communes et d'agglomération adhérentes[5]
- Clermont Auvergne Métropole
- Communauté d'agglomération Agglo Pays d'Issoire
- Communauté de communes Cère et Goul en Carladès
- Communauté de communes Hautes Terres Communauté
- Communauté de communes Saint-Flour Communauté
- Communauté de communes du Pays de Salers
- Communauté de communes du Pays Gentiane
- Communauté de communes Mond'Arverne Communauté
- Communauté de communes du Massif du Sancy
- Communauté de communes Dômes Sancy Artense
- Communauté de communes Sumène Artense
- Communauté d'agglomération Riom Limagne et Volcans
- Communauté de communes du Pays de Mauriac

## Géologie et géomorphologie
L'histoire géologique des volcans d'Auvergne est fondatrice de leur classement en Parc naturel régional. Ce territoire est composé de l'Artense, un plateau granitique, témoin des manifestations volcaniques qui ont donné naissance au plateau du Cézallier, aux monts du Cantal, aux monts Dore et aux monts Dôme, caractérisés par l'emblématique chaîne des Puys.
Ces cinq régions naturelles constituent des ensembles géomorphologiques distincts mais complémentaires, façonnés et animés par des activités humaines séculaires.

### L'Artense, un plateau granitique
Ce plateau présente un relief adouci. Dégagées par l'altération et l'érosion, les roches granitiques ont produit des formes arrondies. Les buttes sont des zones plus sèches, construites de chaos de blocs et de sables ; les vallons sont des zones humides, tourbières et lacs où se sont sédimentées des roches argileuses imperméables. Sur ses bordures, les roches métamorphiques (micaschistes, gneiss, leptynites, amphibolites…), disloquées par des accidents tectoniques (Sillon Houiller…), sont taillées par des vallées encaissées. À l'est, entre Égliseneuve-d'Entraigues et Condat, c'est la Clamouze ; à l'ouest, vers Bort-les-Orgues, la Dordogne et la Tarentaine ; au sud-ouest, les gorges de la Rhue.

### Le massif du Cézallier, vaste plateau de laves
Près des sommets, les projections de maars ont contenu des lacs de lave (Luguet, L'Argillier…). Les cônes de scories bien conservés sont rares donnant un paysage très plat. Sur ses bordures, le relief de « pays coupés » est  constitué de profondes vallées séparées par des crêtes étroites. L'érosion l'a ciselé jusqu'au socle et a dégagé des falaises d'orgues qui caractérisent d'anciennes coulées de basalte en « inversion de relief » (Charmensac, Saillant…). De nombreuses zones humides (tourbières) et lacs résiduels (le Lac-d'en-Bas à La Godivelle…) sont l'héritage de la dernière période glaciaire.

### Les monts du Cantal, plus grand stratovolcan d'Europe
Il culmine au Plomb du Cantal (1 855 m). À sa base, affleurant en périphérie, on trouve les « basaltes infracantaliens » (−13 à −7 Ma). Les sommets appartiennent à l'ancien « stratocône » (−8,5 à −7 Ma). Ses vallées radiales exposent les « brèches cantaliennes », avalanches de débris, résultat de l'écroulement du stratocône, il y a 7 Ma. Les planèzes, vastes plateaux périphériques, sont faites de coulées de lave empilées (« basaltes supracantaliens », −7 à −2 Ma), célèbres pour leurs falaises d'orgues (Bort-les-Orgues, Saint-Flour…). Les marques de la dernière glaciation sont présentes dans toutes les vallées.

### La chaîne des Puys, un alignement spectaculaire et récent
Elle est composée d'une centaine d'édifices volcaniques simples, alignés. 80 % sont des cônes de scories issus d'éruptions à laves faiblement visqueuse (trachyandésite, basalte), associées à des coulées de lave qui descendent parfois jusqu'en plaine. Les autres édifices sont des dômes ou aiguilles associées à nuées ardentes pyroclastiques, issus d'éruptions à lave visqueuse (trachyte). Des projections, poussées par les vents dominants, ont été trouvées en Limagne. Du fait de la présence d'eau piégée dans le socle granitique, les maars phréatomagmatiques sont fréquents, souvent masqués à la base des autres édifices.

### Les monts Dore, un stratovolcan impressionnant
Point culminant du Massif central (puy du Sancy, 1 885 m). Il est composé de la superposition de quatre petits édifices complexes, partiellement détruits et largement érodés : les volcans du Mont Dore (−3 à 2,5 Ma), de l'Aiguiller (−2,2 à −1,8 Ma), du Sancy (−1,2 à −0,22 Ma) et le Massif adventif (−0,40 à −0,25 Ma). Il est marqué par trois nappes de pierres ponces (« Grande nappe » liée à la caldeira de Haute Dordogne, visible à Rochefort-Montagne et Farges ; nappes de Neschers et de Rioubes-Haut) et deux avalanches de débris (Perrier, Le Cheix). Il est incisé par la Dordogne à l'ouest et les couzes (Chambon et Pavin) à l'est.

## Patrimoines naturels

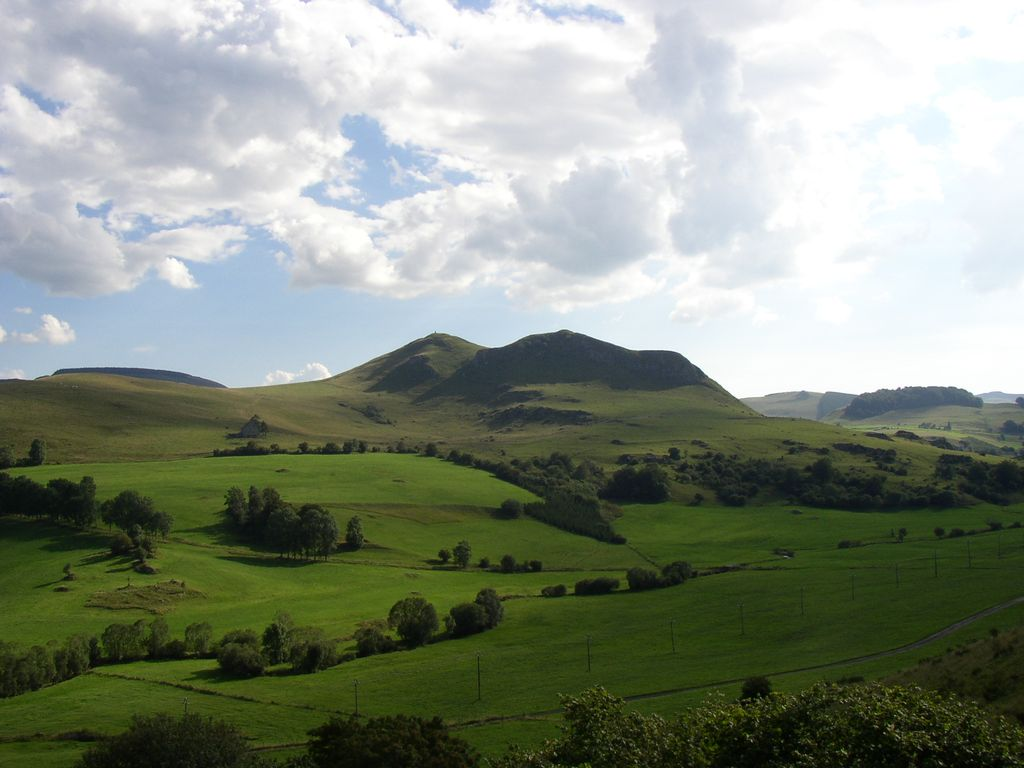
Le parc naturel régional des Volcans d'Auvergne englobe les grands espaces d'estives du Cézallier.

### Habitats naturels
Le parc s'étend essentiellement sur des territoires de moyenne montagne, mais abrite une grande diversité d'habitats naturels. Il est surtout remarquable pour ses nombreux lacs d'origine glaciaire (comme le Lac-d'en-Bas à La Godivelle) ou volcanique (comme le lac Pavin, le lac Chambon ou le lac d'Aydat), les grandes étendues d'estives du Cézallier, les vallées (les « Couzes ») et les nombreuses tourbières d'altitude.

### Faune et flore
La faune et la flore abritées par le parc sont essentiellement montagnardes, avec quelques espèces relictuelles des périodes glaciaires localisées dans des zones particulièrement favorables telles que les tourbières. La faune compte parmi ses représentants les plus connus le chamois, le mouflon corse, la marmotte, la loutre, le faucon pèlerin.

### Réserves naturelles

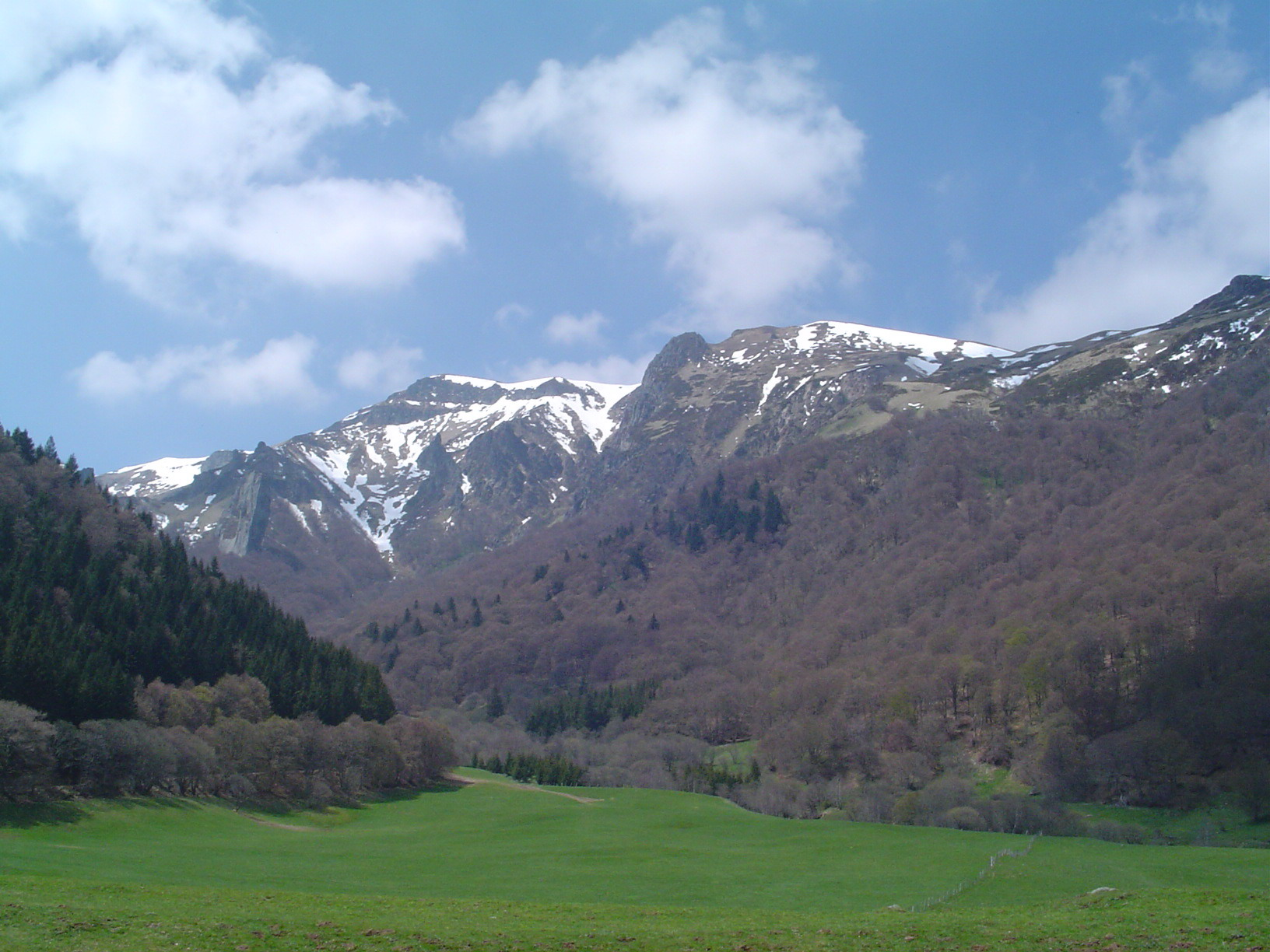
La réserve de la vallée de Chaudefour abrite des espèces montagnardes typiques, telles que le chamois ou le tichodrome échelette.

Le parc naturel régional des Volcans d'Auvergne compte quatre réserves naturelles nationales, toutes implantées dans le département du Puy-de-Dôme. Administrées par le Syndicat mixte du parc, chacune constitue un type de milieu bien particulier avec une faune et une flore remarquables.
- La vallée de Chaudefour protège plusieurs habitats forestiers de moyenne montagne, des dykes, éboulis et falaises, des pelouses et prairies, et accueille des espèces remarquables comme le chamois et le mouflon corse, le tichodrome échelette, le faucon pèlerin (qui est l'objet d'attentions particulières en vue de favoriser sa nidification sur le site), des plantes rares comme la Soldanelle des Alpes ou le Saule herbacé.

- Les sagnes de La Godivelle protègent une tourbière et d'autres biotopes humides sur environ 24 ha. Elle est composée de deux parties : la plus grande autour du Lac-d'en-Bas, et la plus petite sur la tourbière de Coualle Basse, à un kilomètre au nord du lac. Les recensements naturalistes dénombrent actuellement plus de 1 500 espèces animales et végétales, dont plus de 80 sont protégées au niveau régional à international, et/ou sont inscrits sur les Livres Rouges des espèces menacées au niveau régional à européen. La flore de la tourbière accueille par exemple des espèces rares telle la droséra à feuilles rondes, une plante carnivore, et la Ligulaire de Sibérie. Plusieurs espèces de papillons remarquables sont également présentes sur le site, tout comme des coléoptères, orthoptères, etc. De nombreux oiseaux migrateurs viennent également y faire escale.

- Le rocher de la Jaquette est une petite réserve de 18 ha qui abrite pourtant une richesse naturelle remarquable, notamment en insectes. Ainsi près de 70 % des espèces de papillons diurnes connues dans le département du Puy-de-Dôme ont été recensées sur la réserve, dont des espèces rares et emblématiques comme l'Apollon (Parnassius apollo).

- La réserve naturelle nationale de Chastreix-Sancy a été créée en juillet 2007 et compte 1 894,5 hectares au sein du massif des monts Dore.

### Patrimoine mondial
La partie nord du parc, au niveau de la chaîne des Puys, est inscrite au Patrimoine mondial pour l'intérêt de son patrimoine géologique, en tant que haut lieu tectonique chaîne des Puys - faille de Limagne. Il s'agit de l'un des rares Biens français inscrit pour son patrimoine naturel.

## Patrimoines culturels, produits

### Sites de visite

#### Maisons du Parc
- La Maison du parc naturel régional des Volcans d'Auvergne, située à Montlosier, Aydat (Puy-de-Dôme)
- La Maison du Tourisme du Pays de Murat et du parc naturel régional des Volcans d'Auvergne, située à Murat (Cantal)

#### Maisons des Réserves naturelles nationales
- La Maison de la réserve de la vallée de Chaudefour, située à Chambon-sur-Lac (Puy-de-Dôme)
- La Maison de la réserve des sagnes de La Godivelle, située à La Godivelle (Puy-de-Dôme)
- La Maison de la réserve de Chastreix-Sancy, située à Chastreix (Puy-de-Dôme)

#### Maisons deGrands Sites de France
- La maison de site de Dienne, Grand site du Puy Mary, située à Dienne (Cantal)
- La maison de site de Mandailles, Grand site du Puy Mary, située à Mandailles-Saint-Julien (Cantal)
- La maison de site du Pas de Peyrol, Grand site du Puy Mary, située au Claux (Cantal)
- La maison du Grand site du Puy de Dôme, située à Orcines (Puy-de-Dôme)

#### Sites thématiques
- La chaumière de Granièr, située à Thiézac (Cantal)
- La maison des eaux minérales, située à Vic-sur-Cère (Cantal)
- La maison du Buronnier, située à Laveissière (Cantal)
- La maison de la faune, située à Murat (Cantal)
- La maison de la gentiane - Espace Avèze, situé à Riom-ès-Montagnes (Cantal)
- La maison de la gentiane, et la Maison du fromage et de la vache de Salers, situées dans deux burons sur la route du Puy Mary à 4 km du Salers
- La maison de la Pinatelle, située à Chalinargues (Cantal)
- La maison de la Pierre, située à Volvic (Puy-de-Dôme)
- La maison des fromages, située à Égliseneuve-d'Entraigues (Puy-de-Dôme)
- La maison des fleurs d'Auvergne, située au col de Guéry à Orcival (Puy-de-Dôme)
- La maison des tourbières, située à Saint-Alyre-ès-Montagne (Puy-de-Dôme)
- La maison du miel et des plantes, située à Beaulieu (Cantal)
- La maison de l'eau et de la pêche, située à Besse-et-Saint-Anastaise (Puy-de-Dôme)

### Produits et savoir-faire de la «marque Valeurs parc naturel régional des Volcans d'Auvergne»

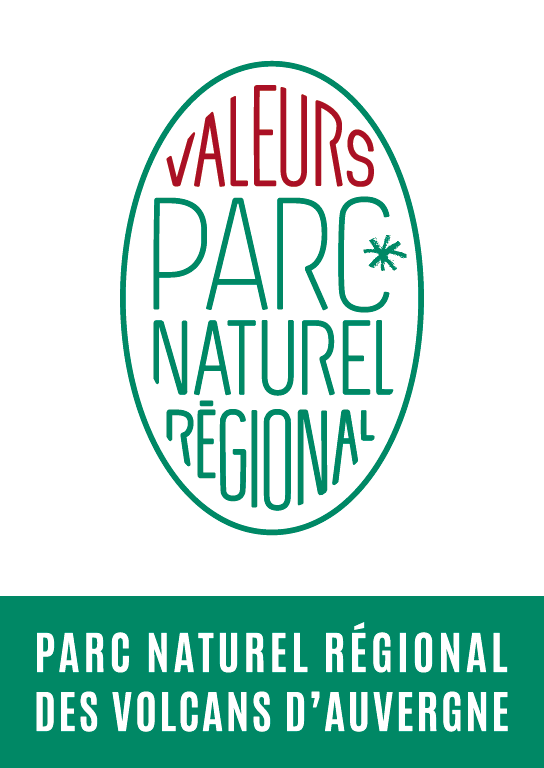
Logo Marque Valeurs parc naturel régional des Volcans d'Auvergne.

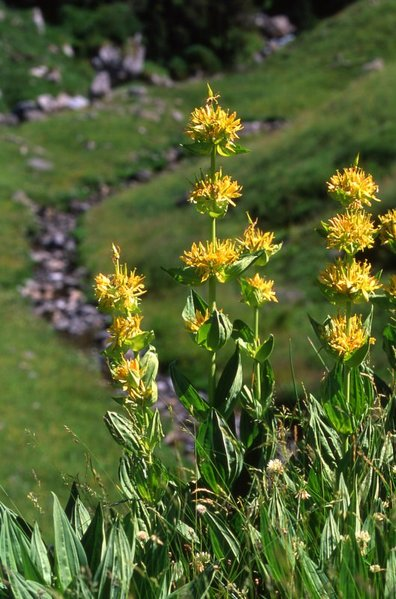
La gentiane jaune pousse abondamment sur les estives du territoire. Ses racines servent à la préparation de la liqueur Avèze, marquée Valeurs parc naturel régional des Volcans d'Auvergne.

Comme les autres Parcs naturels régionaux, le parc naturel régional des Volcans d'Auvergne a également pour vocation de promouvoir les productions artisanales et savoir-faire du territoire. Pour cela, les Parcs disposent d'un outil de valorisation, la « marque Valeurs Parc », déposée par le ministère de l'Environnement auprès de l'Institut national de la propriété industrielle. La marque Valeurs Parc valorise l'engagement des bénéficiaires dans une démarche de progrès répondant aux enjeux du développement durable. Concrètement, la production, l'activité ou le savoir-faire concerné doit répondre à des critères en rapport avec les trois valeurs fondamentales de la marque : lien au territoire, dimension humaine, préservation et valorisation de l'environnement.
Sur le territoire du Parc, six produits et savoir-faire bénéficient de la « marque Valeurs parc naturel régional des Volcans d'Auvergne »

#### Gentiane jaune et produits issus de racines
Plante emblématique du territoire, c'est tout naturellement autour de cette ressource patrimoniale qu'a été créé le premier marquage Valeurs Parc sur les boissons à base de Gentiane (1998), puis sur les racines (2006). Actuellement, l'entreprise Avèze et l'Or en Cézallier bénéficient du marquage sur une gamme de liqueurs apéritives à base de racine de Gentiane jaune.
Les produits pouvant bénéficier de la marque Valeurs Parc :
- Racines fraîches de gentiane jaune
- Racines sèches de gentiane jaune
- Poudre de racines de gentiane jaune
- Boissons alcoolisées à base de racines de gentiane jaune
- Boissons non alcoolisées à base de racines de gentiane jaune.

#### Miel et produits de la ruche
Depuis 2001, les miels des volcans d'Auvergne sont reconnus par la marque Valeurs. Trois apiculteurs ainsi que le rucher de l'Association des Pailhats de Courgoul sont actuellement engagés.
Les produits pouvant bénéficier de la marque Parc :
- Miels (toutes fleurs ou monofloraux, à l'exclusion des miels de grande culture)

- Propolis
- Gelée Royale
- Pollen
- Cire
- Hydromel

#### ViandeSalers

Ancien logo des produits du parc naturel régional.

Trois producteurs ont la marque Valeurs Parc viande Salers. La viande marquée est issue d'animaux de race pure, nés, élevés et engraissés sur le territoire des volcans d'Auvergne. Leur alimentation est basée sur l'utilisation des ressources locales : en été, l'herbe des estives (pâturage d'altitude) et, en hiver, le foin de prairies naturelles, récolté sur le Parc.
Les produits pouvant bénéficier de la marque Valeurs Parc :
- Viande
- Viande séchée
- Produits transformés (60 % de viande minimum)

#### Pâtisseries traditionnelles
Les produits pouvant bénéficier de la marque Valeurs Parc :
- Cornet de Murat
- Croquant
- Carré
- Brioche de tome

Confectionnées par petites quantités dans des boulangeries-pâtisseries ou des fermes (pour la brioche de tome), ces pâtisseries sont issues de recettes locales transmises de génération en génération dans le respect des savoir-faire traditionnels mais également des normes sanitaires actuelles.

#### Fromages et produits laitiers non-AOP
Depuis 2007, plusieurs exploitations fermières sollicitent le Syndicat mixte du Parc pour bénéficier de la marque Valeurs Parc sur leurs productions, parfois en complément de leurs fromages AOP. Le cahier des charges, co-construit avec les sollicitants, est finalisé en 2015. Actuellement, 14 exploitations bénéficient de ce marquage : 10 exploitations bovines, 3 exploitations caprines et 1 exploitation ovine.

#### Filière pierres volcaniques
Depuis l'automne 2016, plusieurs entreprises et associations de la filière pierres volcaniques s'activent pour faire reconnaître leur travail et leur inscription dans le territoire. Dix organismes sont aujourd'hui bénéficiaires de la marque Valeurs Parc « pierres volcaniques » : carriers, émailleurs, sculpteurs et associations.

## Sites remarquables du parc

### Monts du Cantal
- Plusieurs châteaux comme Anjony (*), La Boyle, Chanterelle (*), Pesteils (*)
- Puy Griou (***)
- Cirque du Falgoux (**)
- Col du pas de Peyrol (**)
- Col du pas de Compaing
- Cascade du pas de Cère (**)
- Gorges de la Rhue (**)
- Puy Mary (***) (grand site de France)
- Plomb du Cantal (***)
- Puy de Peyre-Arse
- Via Celtica (ancienne route antique)
- Ville de Salers (**)
- Ville (*) et parc (*) de Vic-sur-Cère
- Train Gentiane express
- Vallée de Cheylade (**)
- Vallée de la Jordanne (*)

### Cézallier
- Le cirque d'Artout

### Monts Dore
- Le château de Murol et le château de Cordès.
- La basilique Notre-Dame d'Orcival et le village d'Orcival.
- L'église de Saint-Nectaire et le village de Saint-Nectaire.
- Les villes de La Bourboule et du Mont-Dore.
- Le village de Besse-en-Chandesse.
- Les stations de ski du Mont-Dore, de Super-Besse et de Chastreix-Sancy.
- Les réserves naturelles du rocher de la Jaquette, des sagnes de La Godivelle, de Chastreix-Sancy et de la vallée de Chaudefour.
- Les sites du puy de Sancy, de la Banne d'Ordanche et des roches Tuilière et Sanadoire.

### Monts Dôme
- Le volcan du puy de Dôme
- Le train Panoramique des Dômes
- Le parc Vulcania
- Le château de Montlosier

#### Cartographies
- IGN, Riom-ès-Montagne — Bort-les-Orgues PNR des volcans d'Auvergne (carte 1:25 000) (no 2434 OT)

- IGN, Monts du Cantal — PNR des Volcans d'Auvergne (carte 1:25 000) (no 2435 OT).

- R. Brousse (dir.) et al., BRGM, Riom-ès-Montagnes (carte géologique 1:50 000) (no 764)

- R. Brousse (dir.) et al., BRGM, Vic-sur-Cère (carte géologique 1:50 000) (no 812) *  Brousse R et al. 1/50 000 , no

#### Ouvrages
- Pierre Nehlig, Le volcanisme du Cantal : Le plus grand volcan d’Europe, Chamina et BRGM, 2007, 191 p. (ISBN 978-2844661159).
- PNRVA, Charte 2013-2025 du parc naturel régional des Volcans d'Auvergne, 2013, 236 p. (lire en ligne).